# Sérgio Semedo
Pour les articles homonymes, voir Varela et Semedo.
Sérgio Manuel Monteiro Semedo est un footballeur cap-verdien né le 23 février 1988 à Lisbonne. Il évolue au poste de milieu de terrain avec l'Esperança de Lagos.

## Carrière
- 2007-2008 : SU 1° Dezembro ( Portugal)
- 2008-2009 : CF Benfica ( Portugal)
- 2009-2011 : CD Pinhalnovense ( Portugal)
- 2011-2012 : Portimonense SC ( Portugal)
- 2012-2015 : CS Marítimo ( Portugal)
  - 2013-2014 : Portimonense SC ( Portugal) (prêt)
  - 2014-jan. 2015. : SC Olhanense ( Portugal) (prêt)[2],[3]
  - fév. 2015-2015 : Gil Vicente ( Portugal) (prêt)
- 2015-déc. 2016 : Feirense ( Portugal)
- jan. 2017-2017 : Apollon Limassol ( Chypre)
- 2017-déc. 2017 : FK Sūduva Marijampolė ( Lituanie)
- jan. 2018-2018 : Leixões SC ( Portugal)
- jan. 2019-2019 : Covilhã ( Portugal)
- 2019-2020 : Onísilos Sotíras ( Chypre)
- jan. 2021-2021 : Vilaverdense ( Portugal)
- 2021-2022 : SC Olhanense ( Portugal)
- depuis 2022 : Esperança de Lagos ( Portugal)

## Palmarès
- Championnat de Lituanie : 2017